# 省エネルック

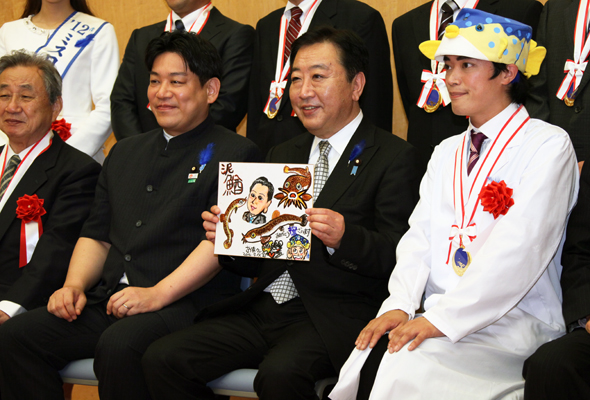
省エネルックを着用した羽田雄一郎（左から2人目）

省エネルック（しょうエネルック）は、クール・ビズ運動の源流にあたる運動、またその中で考案された、主に男性用の服装。

## 概要
1979年に第2次オイルショックの影響を受けて、省エネルギーのために第1次大平内閣が提唱した。半袖開襟のワイシャツや背広のスタイルで、東南アジアなど熱帯国のスタイルを取り込む形である。大平正芳や羽田孜らの政治家が着用を推進したが、ほとんど普及しなかった。
羽田は、「ニューサマースーツ」と名付け、愛用した。熱烈な支持者であった地元の洋品店店主からプレゼントされ、着用するようになった。しかし、そのスーツはヨレヨレであったため、カインドウェアが新たに仕立てることになった。同社の渡辺喜雄会長によると、米海軍の半袖スタイルの制服やインド、東南アジアのファッションを参考にデザインしたという。また、素材はウール中心で、一部麻や綿を混ぜていた。裏地もメッシュで、布端がほつれないようにパイピングを施している。
羽田はこのスタイルで数々の行事に参加しており、首相在任中（1994年）などにおける省エネスーツ姿が報道等で報じられて一時期話題になったこともあったが、現在のクール・ビズのような広がり・浸透は見られなかった。涼しさだけを優先して、見た目に配慮しなかったことが最大の要因だと言われている。クール・ビズを考案した小池百合子は「（羽田の）あのアイデアが、クールビズにつなげる意味でも参考になった」と話している。
羽田孜の息子で、立憲民主党の参議院議員であった羽田雄一郎、その弟で参議院議員の羽田次郎も着用している姿が報じられている。なお、民主党の参議院議員であった若林秀樹も愛用していたが、クールビズ普及後は着用していない。